# KZ-Friedhof Dachau-Leitenberg

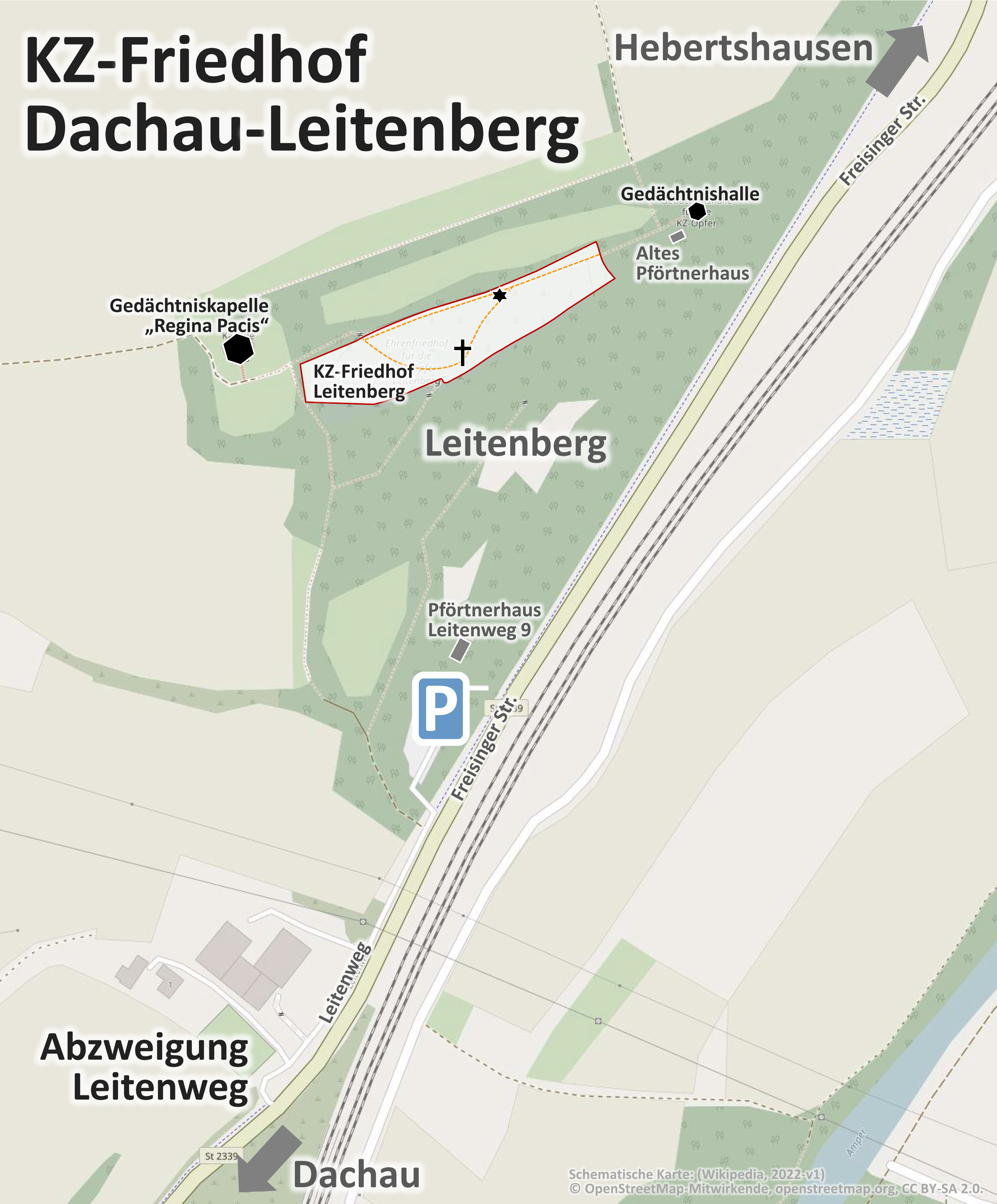
Lageplan mit, im Norden Dachaus auf halbem Weg nach Hebertshausen

Der KZ-Friedhof Dachau-Leitenberg befindet sich „auf der Leiten“ im Norden Dachaus, nördlich des Ortsteils Etzenhausen. Auf diesem KZ-Friedhof ruhen überwiegend KZ-Häftlinge des Konzentrationslagers Dachau sowie über 1200 meist bis Ende der 1950er Jahre umgebettete Leichname aus hunderten aufgelösten KZ-Friedhöfen von KZ-Außenlagern und deren „Todesmärschen“. Auf diesem Ende 1944 von der SS angelegten Massengrab wurden laut Gräberliste 7609 Tote begraben, von denen 204 namentlich bekannt sind.
Neben diesem gibt es weitere große KZ-Sammelgrabplätze in Bayern, wie die Gräberanlage für KZ-Todesopfer auf dem Waldfriedhof Dachau und den KZ-Friedhof Flossenbürg.

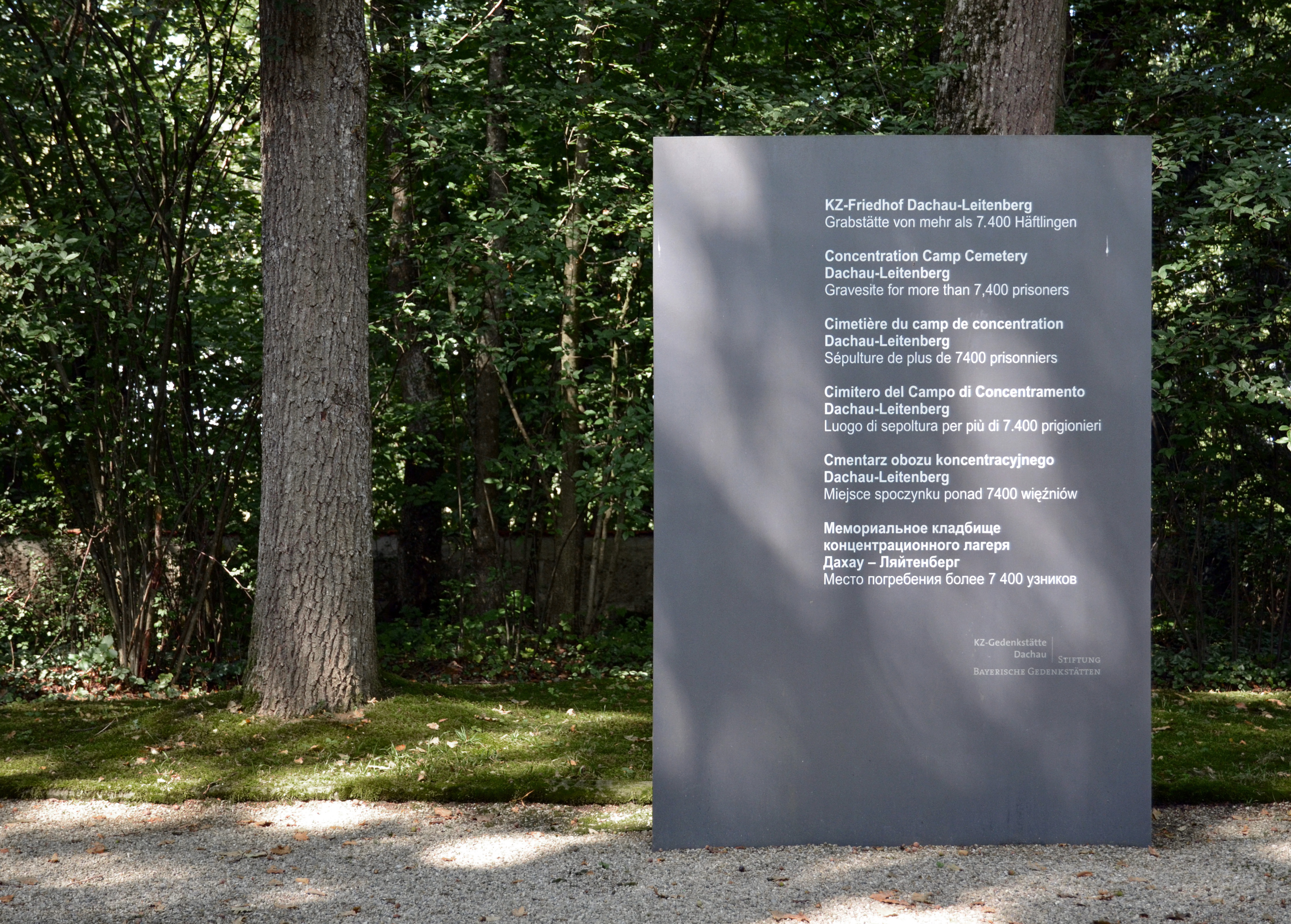
Informationstafel (2022)

## Überblick – Denkmäler und Bauwerke

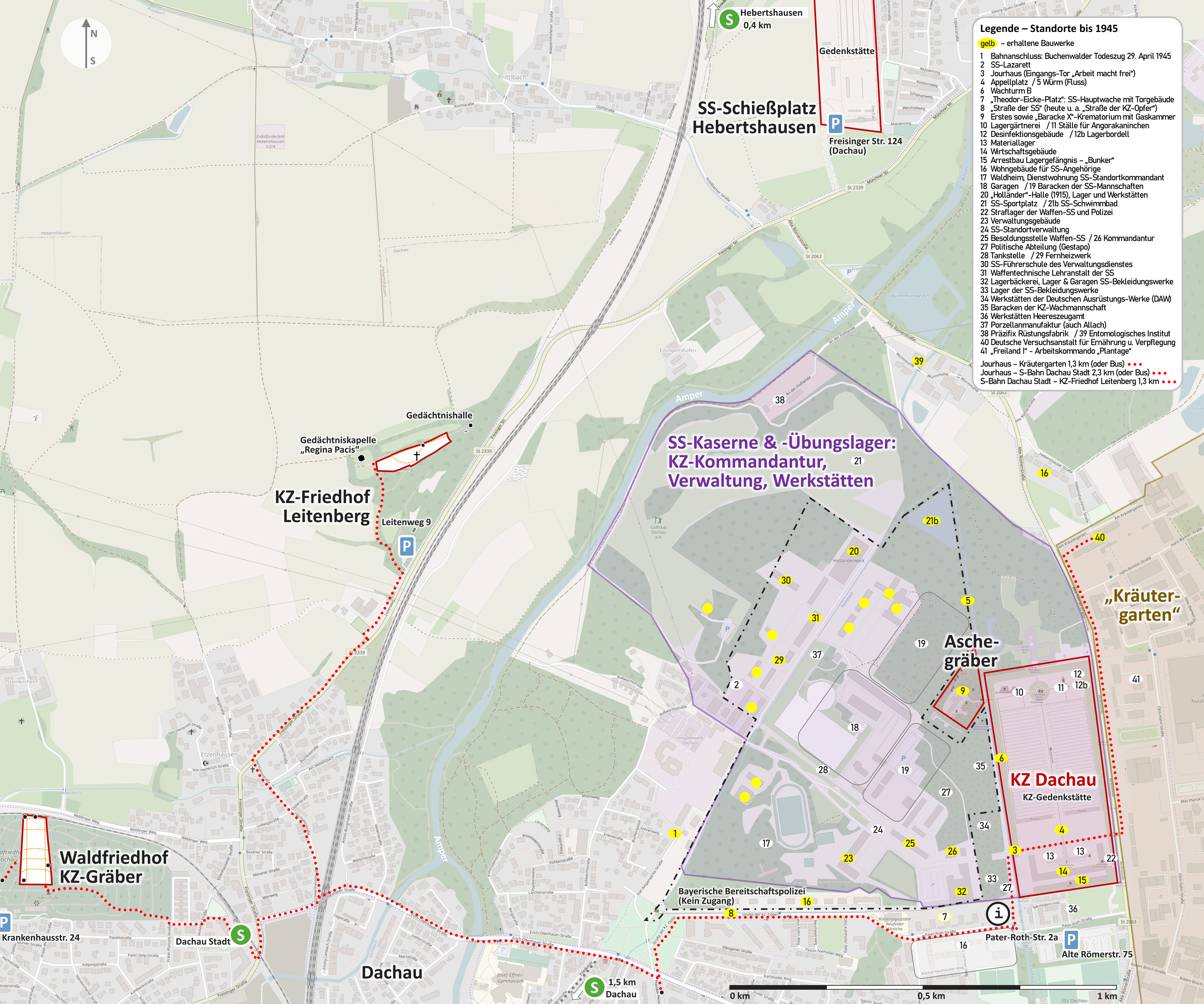
Gesamtkarte KZ Dachau bis 1945 mit KZ-Friedhof Leitenberg

Der KZ-Friedhof besteht aus Reihengräbern. Die sterblichen Überreste „der Toten wurden in Doppelreihen mit einem Abstand von 20 cm an den Längsseiten und 10 – 20 cm an den Stirnseiten“ begraben. Diese Massengräber sind mittels niedrig gehaltenen Sträuchern markiert. Bebildert folgt der Überblick über die Bauwerke, Denkmäler und Gedenksteine des KZ-Friedhofes:

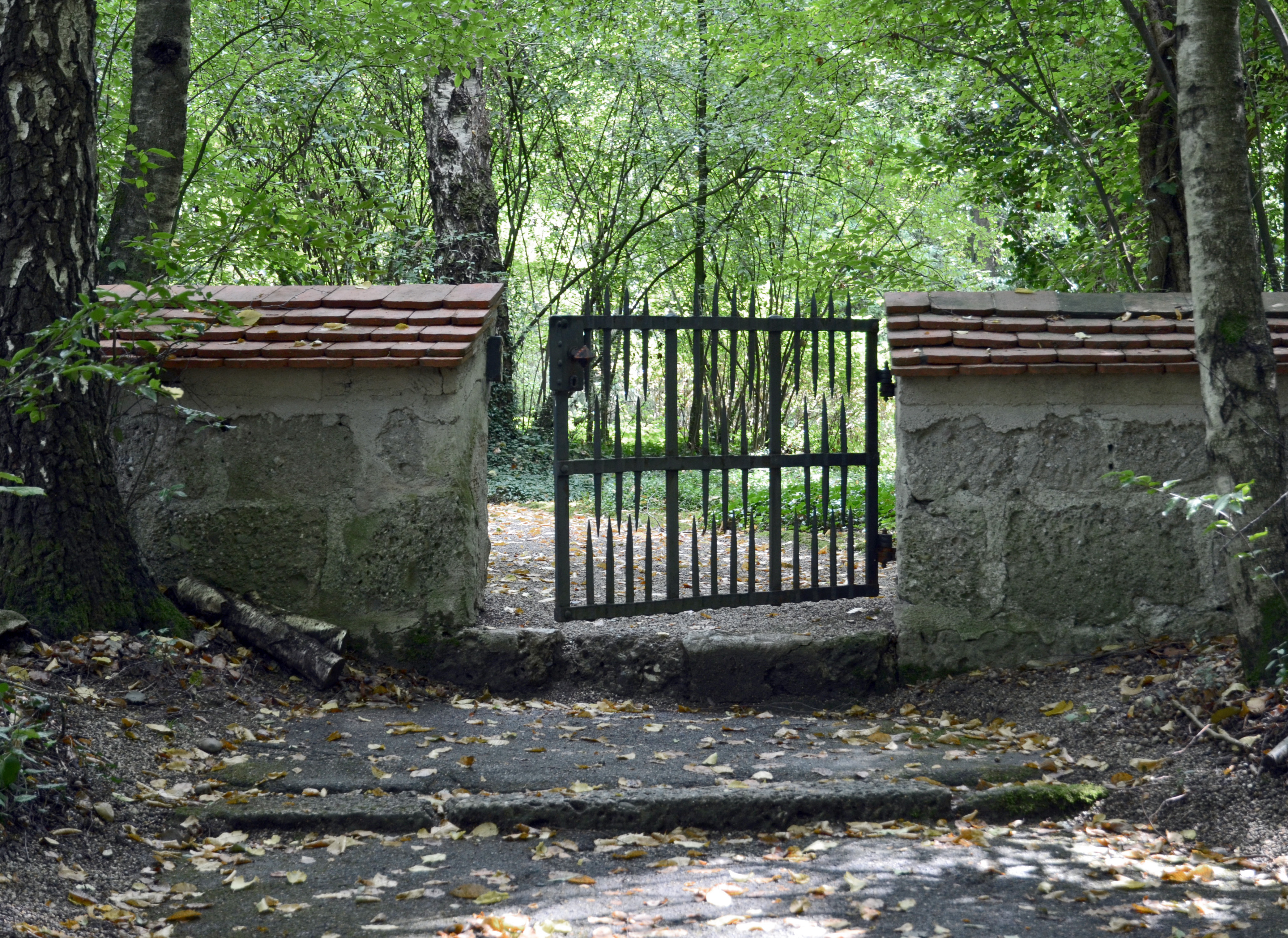
Nordwest-Eingang KZ-Friedhof Dachau-Leitenberg.
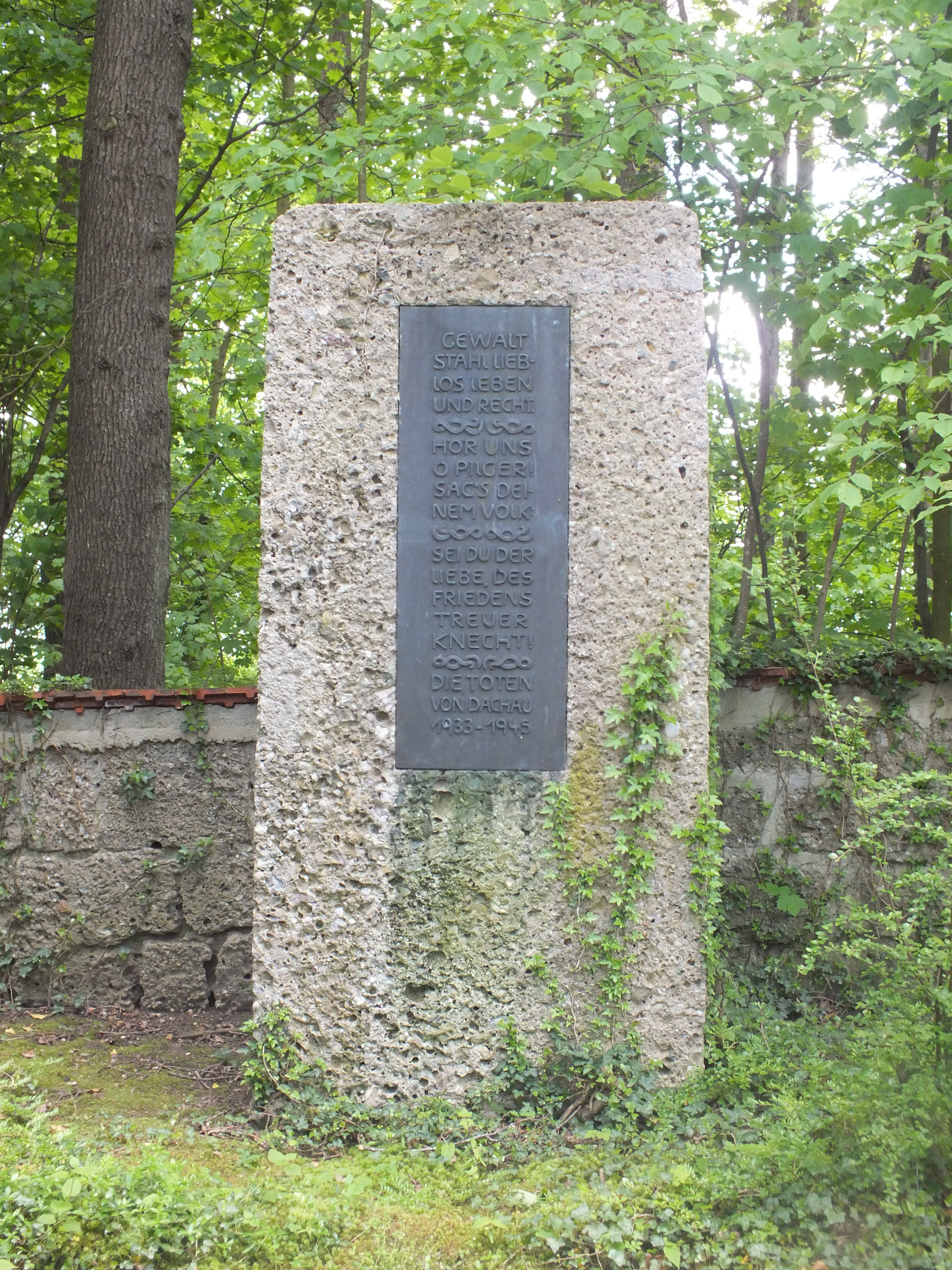
Früher Gedenkstein mit Metalltafel, Inschrift: „Gewalt stahl lieblos Leben und Recht. […]“
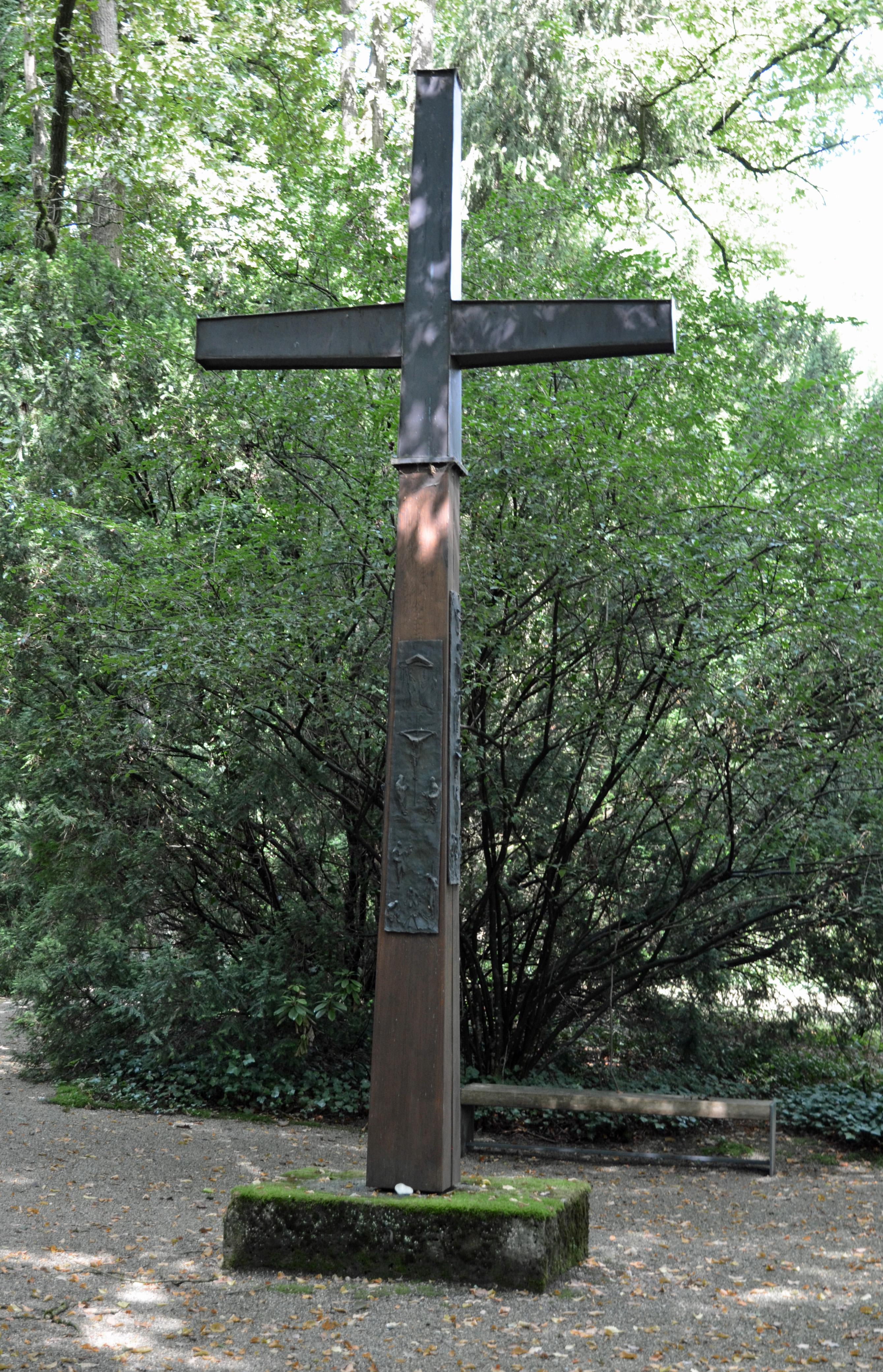
Vier bis fünf Meter hohes Holzkreuz (Klaus Backmund),[5] spätestens 1949.
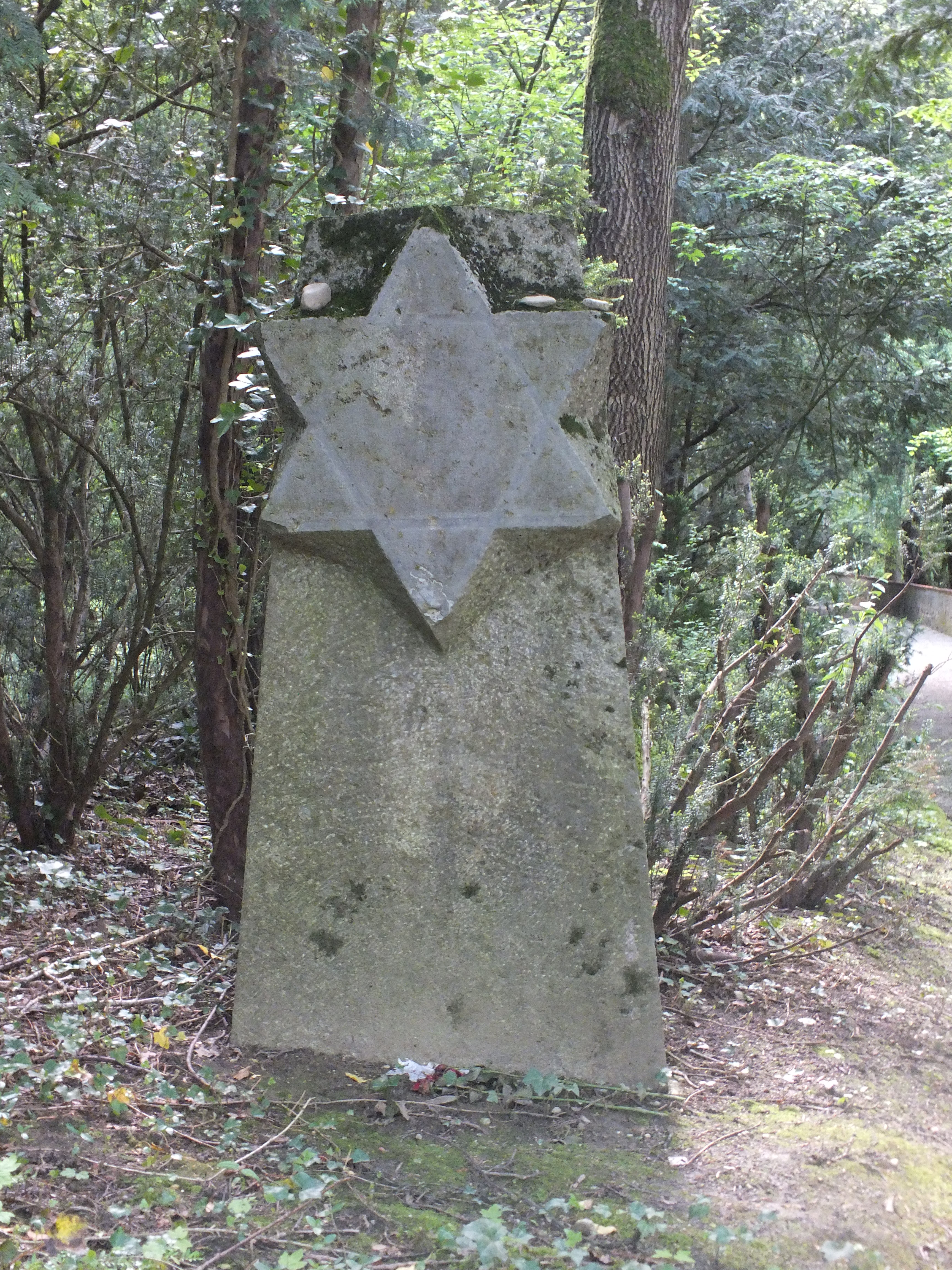
Davidstern – Jüdischer Gedenkstein, spätestens 1949.
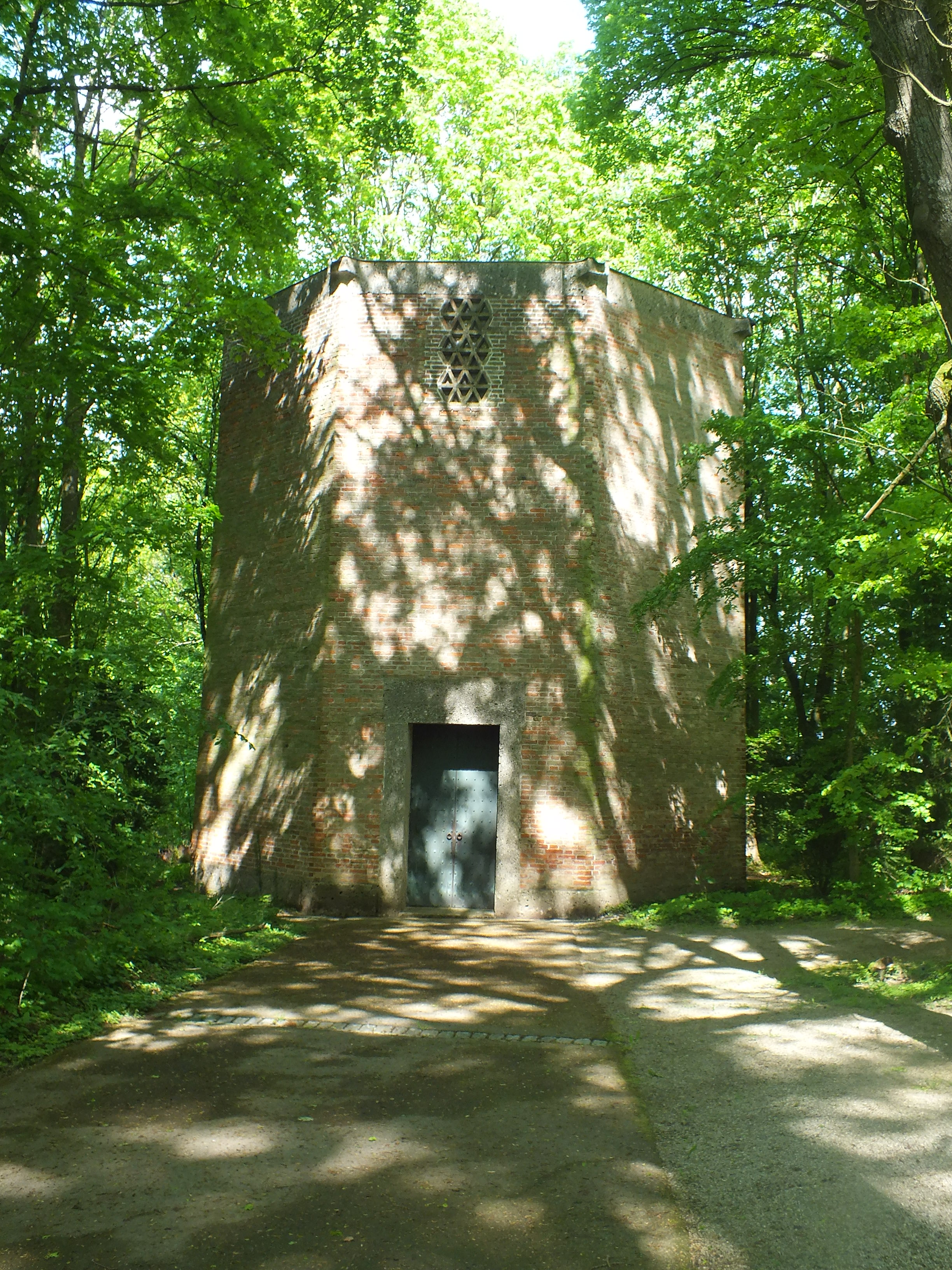
Gedächtnishalle (Harald Roth mit Bildhauer Josef Hiller[5]), fertiggestellt 1952.
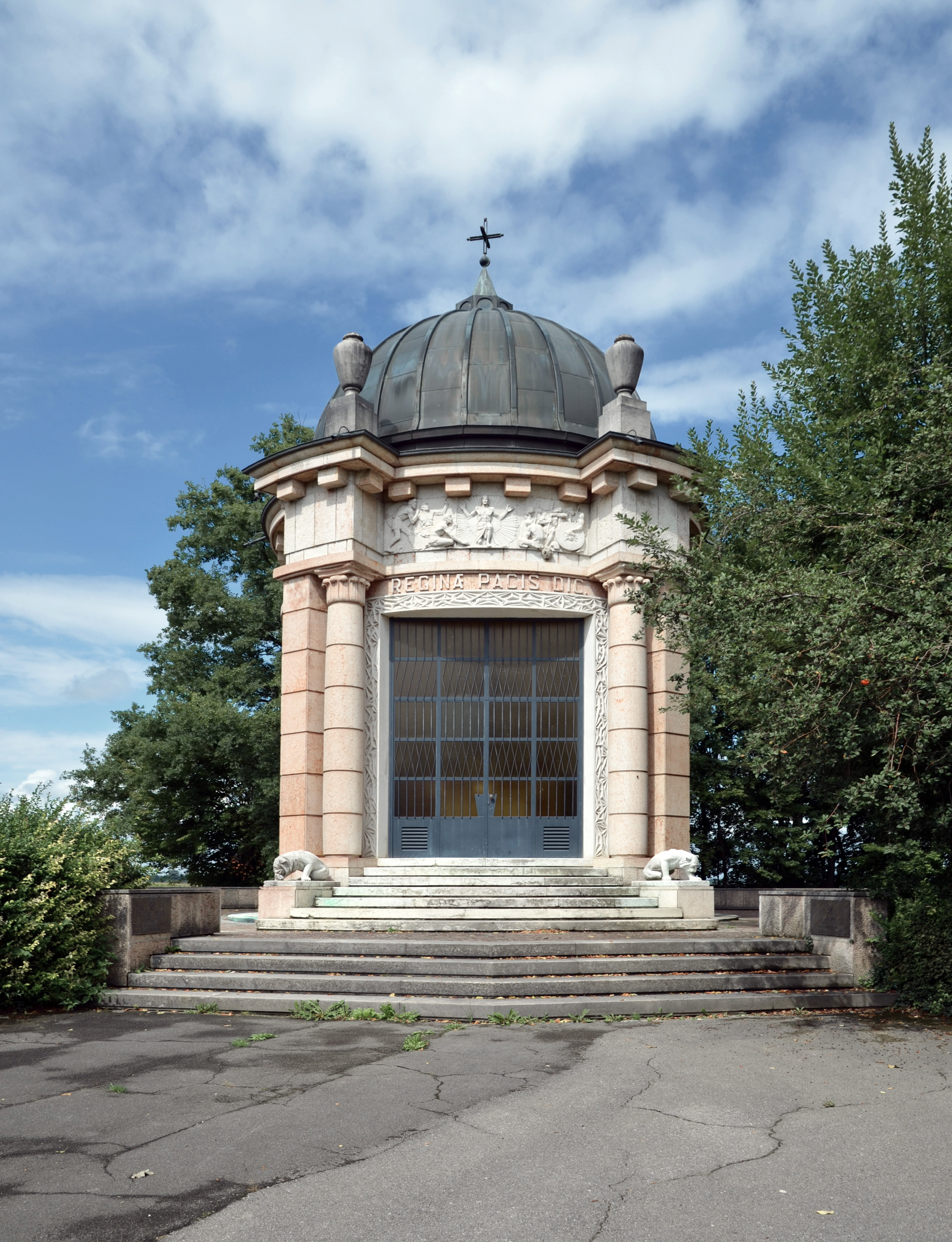
Italienische Gedächtniskapelle (Votivkirche) „Regina Pacis“ ⊙, eingeweiht 1963.
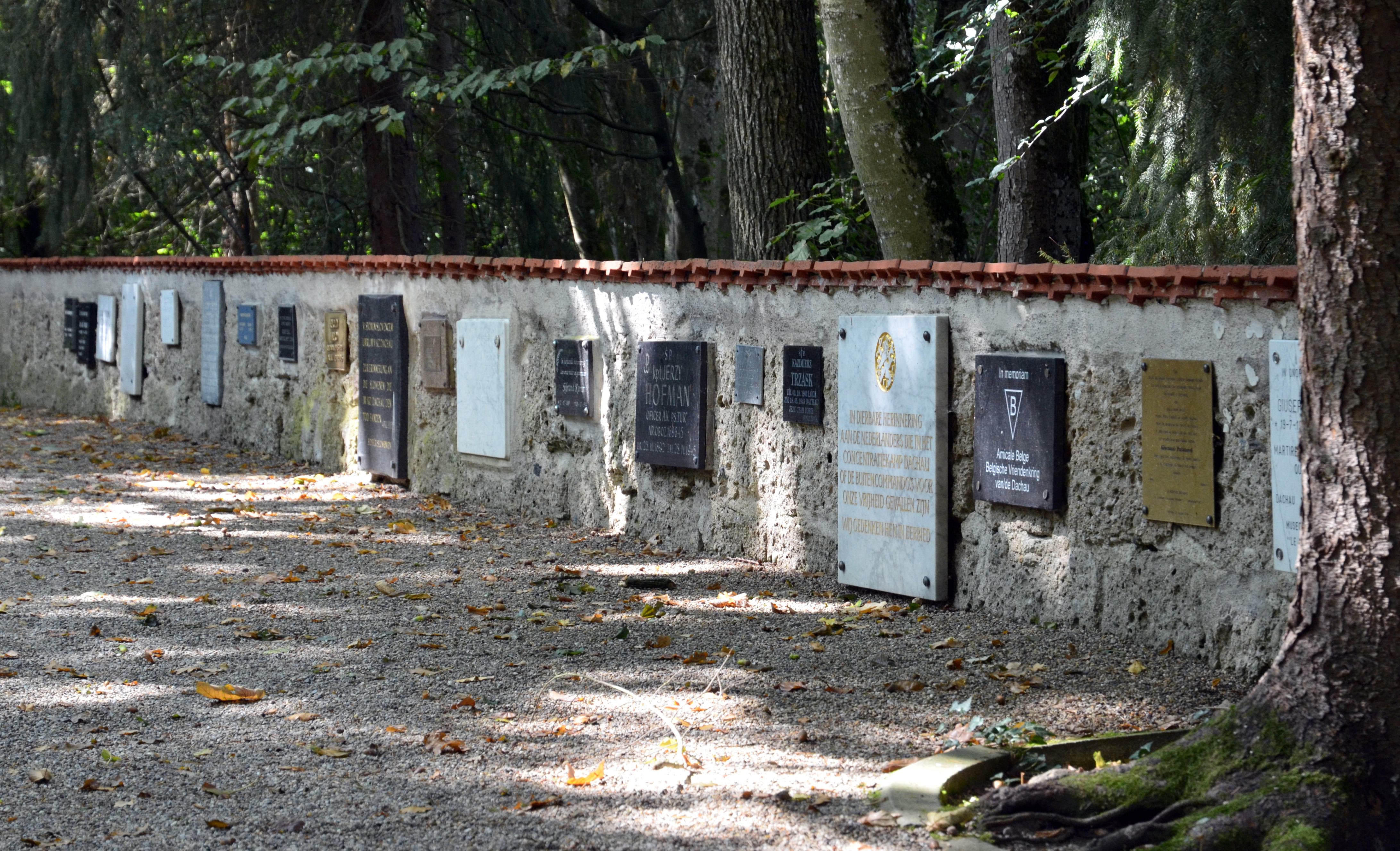
Namentliche Gedenktafeln für 18 KZ-Todesopfer.
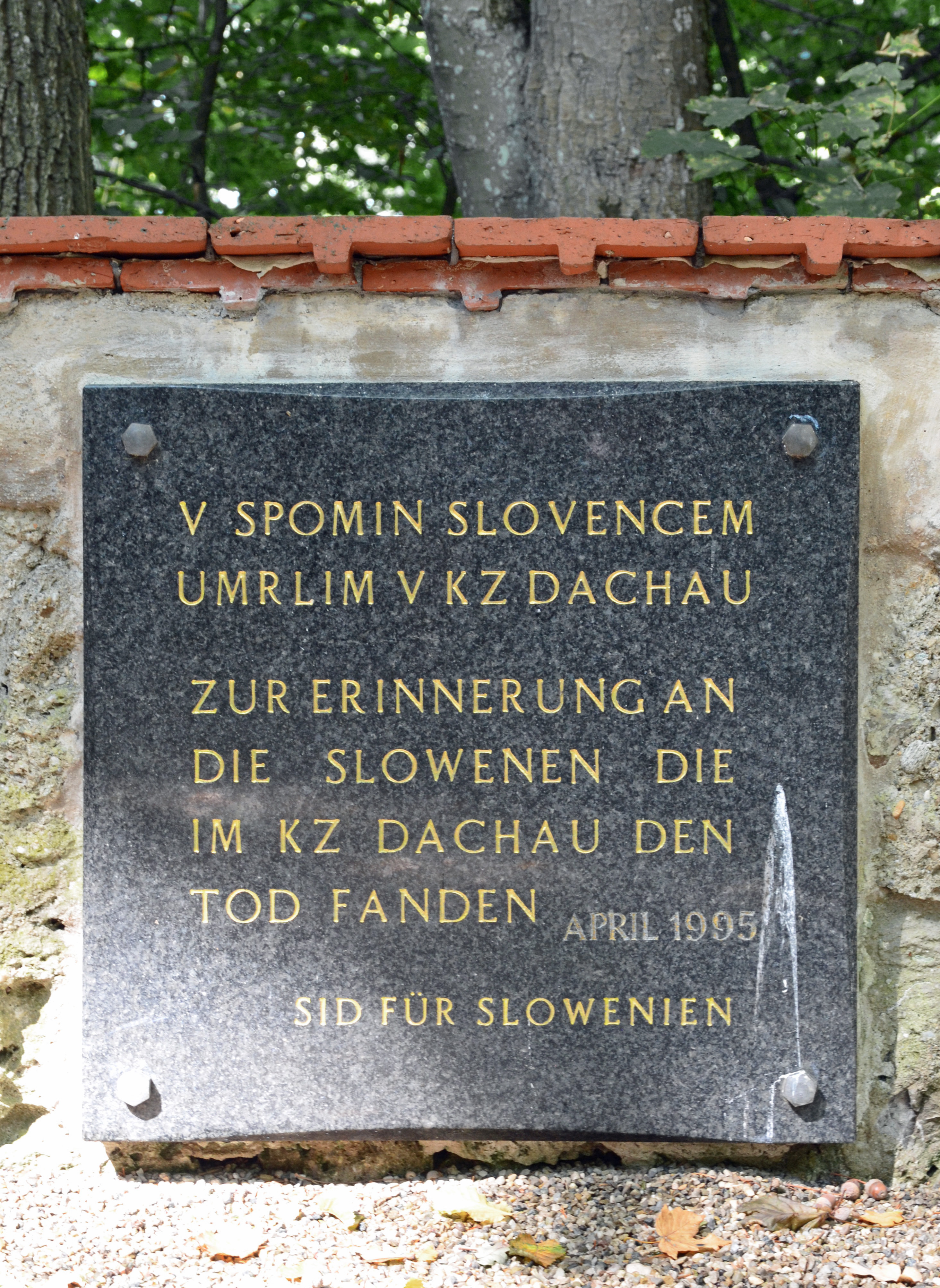
Gedenktafel Slowenien, seit 1995.
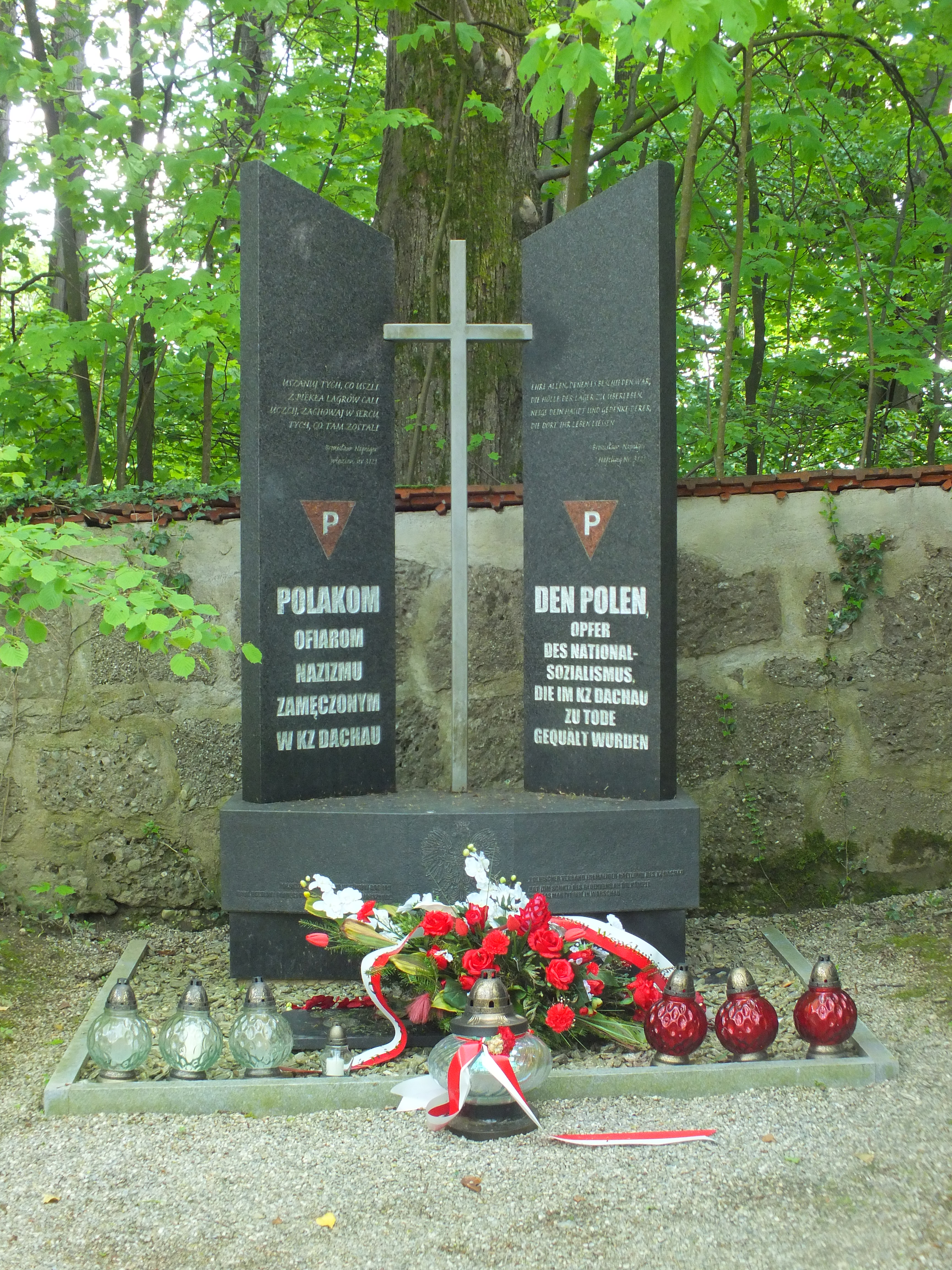
Polnisches Denkmal für deren KZ-Todesopfer, errichtet 1999.
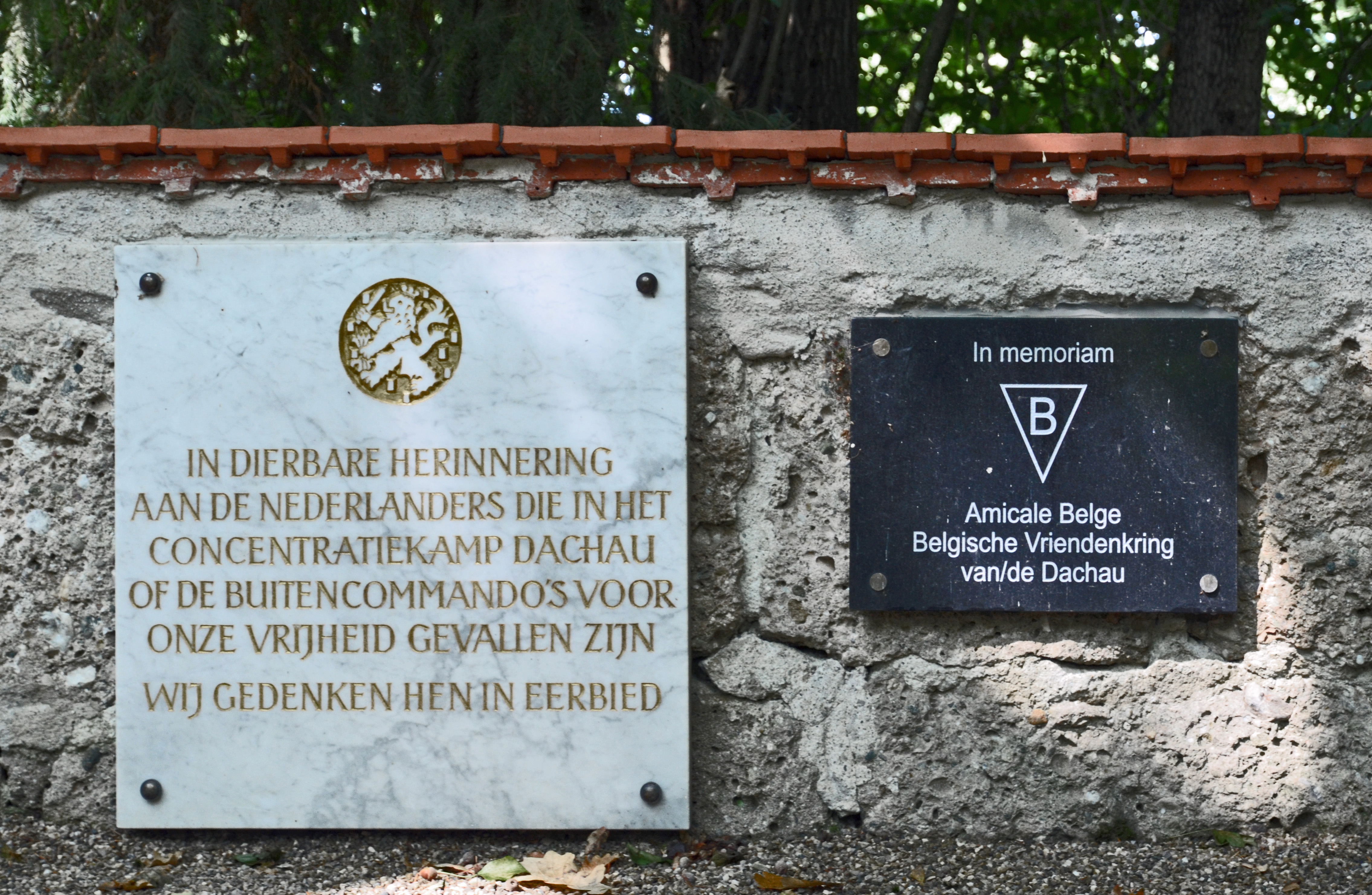
Gedenktafeln Niederlande und Belgien, seit 2012.
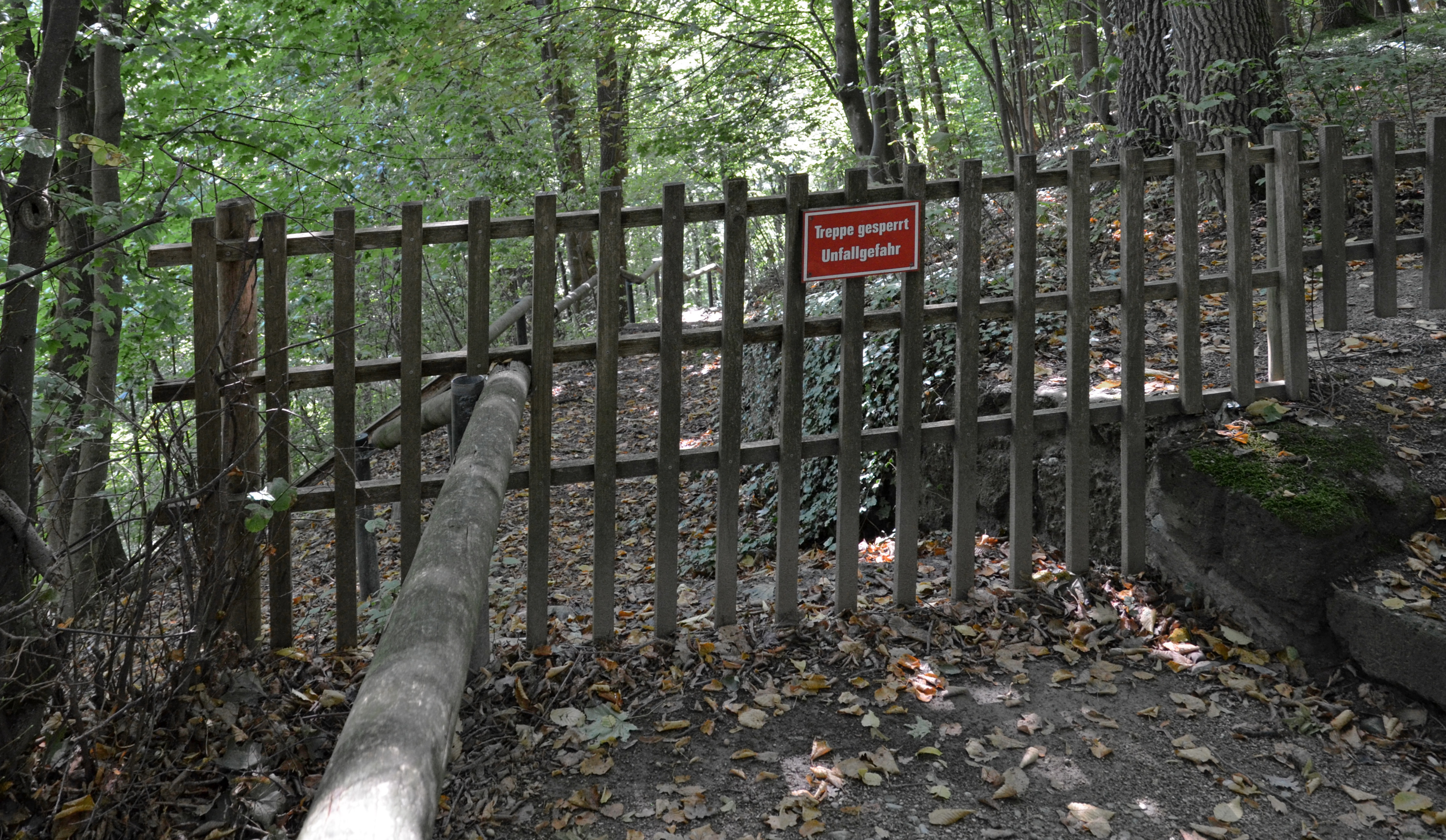
Flacher Zugangsweg zum Eingang Ost, seit 2010 gesperrt (Foto 2022)

## Geschichte

### 1944 – Anlage Massengräber durch SS
Gegen Ende des Krieges wurde die Kohle für das Krematorium des KZ Dachau knapp, gegen Februar 1945 wurde es ganz außer Betrieb genommen. Deshalb wurden in einer ersten Anlage von Ende 1944 bis zur Befreiung des KZ Dachau am 29. April 1945 etwa 4000 tote KZ-Häftlinge auf Befehl der SS am Leitenberg verscharrt. Dazu mussten Häftlingskommandos acht Massengräber anlegen, in denen 4318 tote KZ-Häftlinge begraben wurden.

### 1945 – Bestattungen nach der Befreiung
Um die Verbreitung von Typhus und Fleckfieber einzudämmen, beerdigten im Mai 1945 amerikanische Soldaten weitere 2000 bis 2400 Leichen von KZ-Häftlingen in einer zweiten Anlage von benachbarten Massengräbern, sowohl im KZ-Lager vorgefundene Leichen als auch jene aus dem Todeszug aus Buchenwald. Dazu mussten Dachauer Zivilisten tagelang kolonnenweise jeweils zwölf Fuhrwerke mit je 30 bis 40 Leichen durch die Stadt zum Leitenberg bringen. Allein bis 18. Mai 1945 wurden so in zwei Massengräbern 1879 KZ-Häftlinge beigesetzt, mit 40 bei Kämpfen um Dachau gefallenen Wehrmachtsoldaten.

### 1945 bis 1949 – Diskussionen und internationaler Skandal
In der direkten Nachkriegszeit diente das ehemalige KZ Dachau bis Juli 1945 als Unterkunft für „Displaced Persons“, heimatlose und kranke ehemalige Häftlinge. Anschließend errichteten die US-Militärbehörden auf dem Gelände das Internierungslager Dachau für Kriegsverbrecher, Angehörige der SS und NSDAP-Funktionäre. Dieses „War Crimes Enclosure“ (‚Kriegsverbrecherlager‘) hatte eine Aufnahmekapazität von 30.000 Personen. 1947 bis 1948 wurde es Zug um Zug an die deutschen Behörden übergeben.
Die amerikanische Armee und in deren Folge die Militärregierung hatten die Stadt Dachau 1945 verpflichtet, für die Toten am Leitenberg ein angemessenes Denkmal zu errichten. Die Stadt zögerte dies jahrelang hinaus.

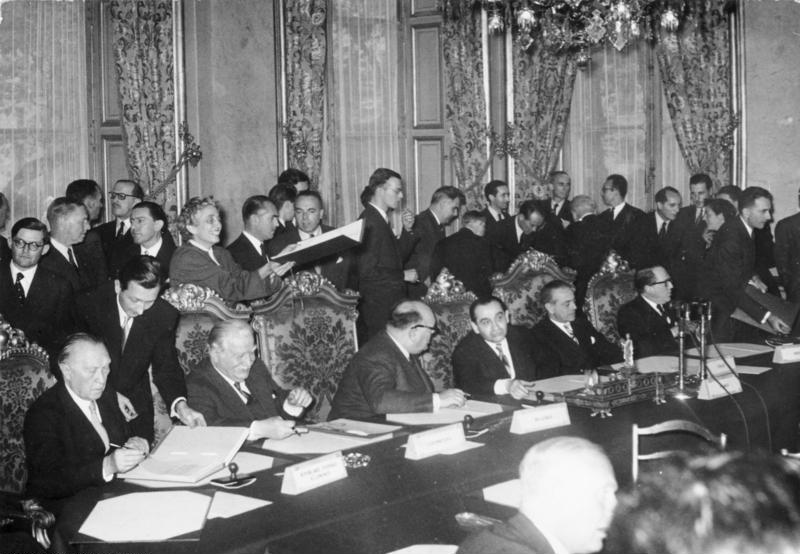
Der „Überleitungsvertrag“ trat mit dem „Deutschlandvertrag“ in Kraft (Unterzeichnung 23. Oktober 1954 in Paris)

Im August 1949 machte René Simon, ehemaliger Häftling des Konzentrationslagers Dachau, einen Spaziergang am Leitenberg und stieß dabei zufällig auf menschliche Knochen, die zuvor beim Sandabbau freigelegt worden waren. Er informierte die örtliche Vereinigung der Verfolgten des Naziregimes (VVN). Der Friedhofsverwalter gab an, es handle sich um die Knochen einer mittelalterlichen Siedlung, laut Gerichtsmedizin lagen sie 50 bis 100 Jahre in der Erde. Doch es ergab sich eine internationale Diskussion über den verwahrlosten Zustand dieser letzten „Ruhestätte“ von KZ-Todesopfern, diese Empörung führte zum „Leitenberg-Skandal“.
Nicht zuletzt diese Kontroversen um einen angemessenen Umgang mit dem Gedenken an die Toten führten zum Zusatz des deutsch-französischen Protokolls über die Beendigung des Besatzungsregimes in der Bundesrepublik Deutschland („Überleitungsvertrag“) vom 23. Oktober 1954 in Paris, das ergänzend festlegte, „dass Gedächtnisorte mit Überresten von Opfern der nationalsozialistischen Herrschaft auf Dauer gesichert und zugänglich gemacht werden müssten“.

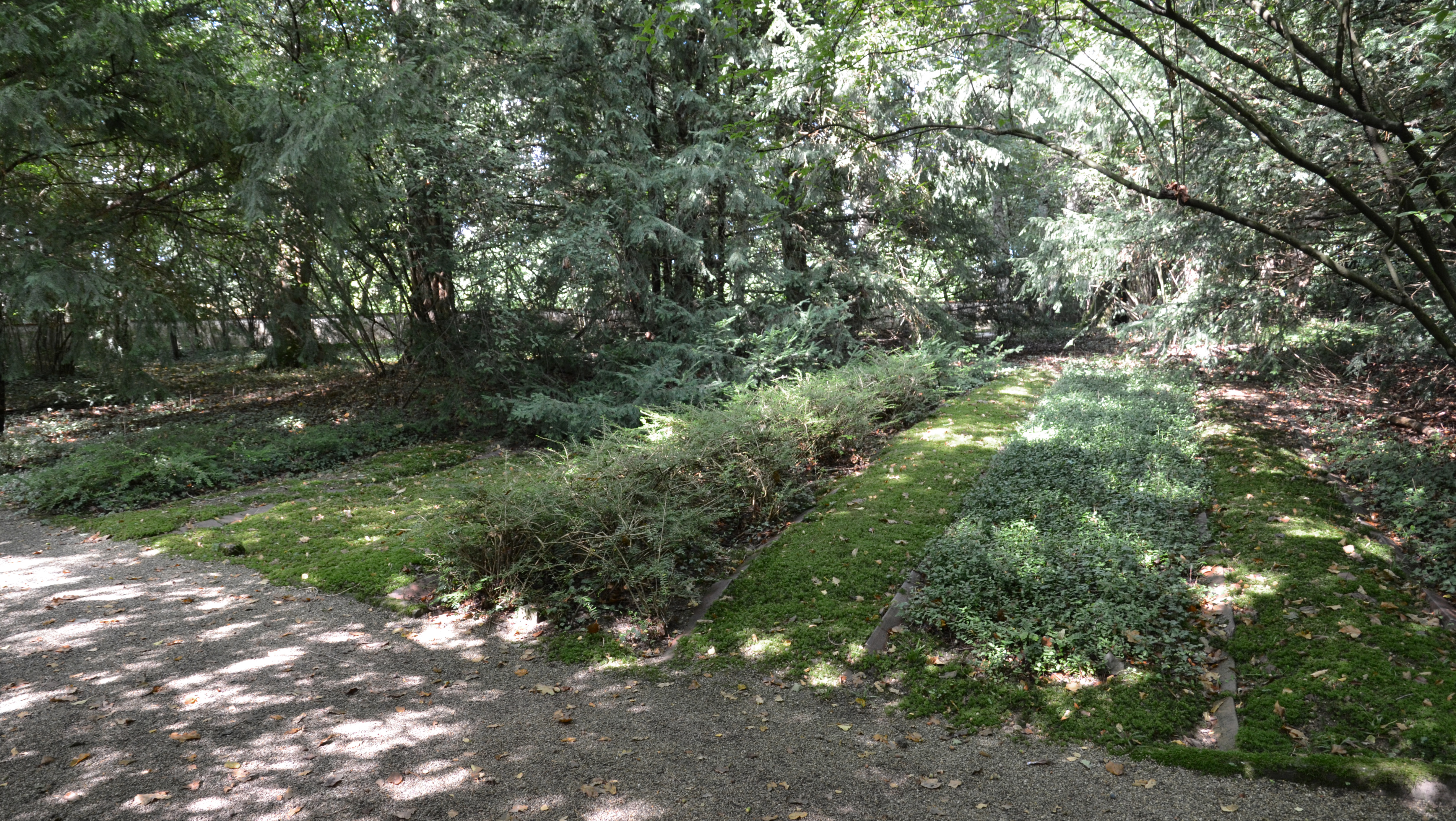
Schlichte Massengräber ohne Kennzeichnung von Namen oder Herkunft (Foto 2022)

### 1949 bis 1960 – Einweihung, Exhumierungen, Umbettungen
Am 16. Dezember 1949 fand die vorläufige Einweihung des KZ-Friedhofs Leitenberg statt. 1951 wurde der Rohbau der achteckigen Gedächtnishalle errichtet, zehn Meter hoch und mit neun Metern Durchmesser. Die Fertigstellung erfolgte bis Sommer 1952, eine Einweihung wurde zunächst verschoben, dann vergessen.
Der französische Suchdienst ließ in den Jahren 1955 bis 1959 die Gräber exhumieren, um die als französische Staatsangehörige erkannten Toten nach Frankreich zu überführen, ebenso die belgischen, niederländischen, norwegischen und italienischen. Die übrigen Toten wurden wieder auf dem Leitenberg bestattet, zusammen mit über 1200 wieder exhumierten KZ-Todesopfern aus anderen KZ-Friedhöfen in Oberbayern und 226 Toten vom KZ-Gräberfeld des Waldfriedhofs Dachau.
Aus meist dadurch aufgelösten KZ-Friedhöfen und Grabstätten hierher umgebettet wurden u. a. verstorbene KZ-Häftlinge der KZ-Außenlager Bäumenheim und Lauingen (Donau), 199 nach dem Krieg am Friedhof München-Feldmoching bestattete ehemalige KZ-Häftlinge des KZ-Außenlagers München-Allach, wie auch 62 in Mittergars begrabene und 250 nach dem Krieg zuerst nach Altötting, zudem 315 zunächst nach Ampfing umgebettete KZ-Todesopfer des KZ-Außenlagerkomplexes Mühldorf, zudem jene von KZ-Grabstätten durch Todesmärsche bei Bad Tölz, 28 aus Degerndorf und 89 aus Mittenwald. Viele der in Förrenbach, Hubmersberg (Pommelsbrunn) und Schupf (Happurg) begrabenen KZ-Häftlinge des KZ-Außenlagers Hersbruck wie auch mindestens 179 des KZ-Außenlagers München-Allach wurden später auf dem Waldfriedhof Dachau und teils direkt, teils weiter auf diesen KZ-Friedhof Leitenberg umgebettet. Insgesamt wurden so bis Ende der 1950er Jahre über 400 KZ-Friedhöfe in Bayern aufgelöst, das lokale Wissen der Geschichte vieler KZ-Häftlinge ging damit verloren.
Auf der Grundlage der Protokolle der Exhumierungen konnte für den KZ-Friedhof Dachau-Leitenberg eine Gräberliste angelegt werden: Nach dieser waren auf dem Leitenberg über 7400 Tote begraben. Konkret waren es mit Stand der Gräberliste „7658 Reihengräber“, nach Überführungen von 180 Toten in die Heimatländer war der KZ-Friedhof zum 1. Februar 1961 mit 7478 Toten belegt, nach weiteren Exhumierungen und Zubettungen aus Bad Tölz waren es zum 1. Januar 1971 insgesamt 7439, dies war auch der Stand im Jahre 2013.

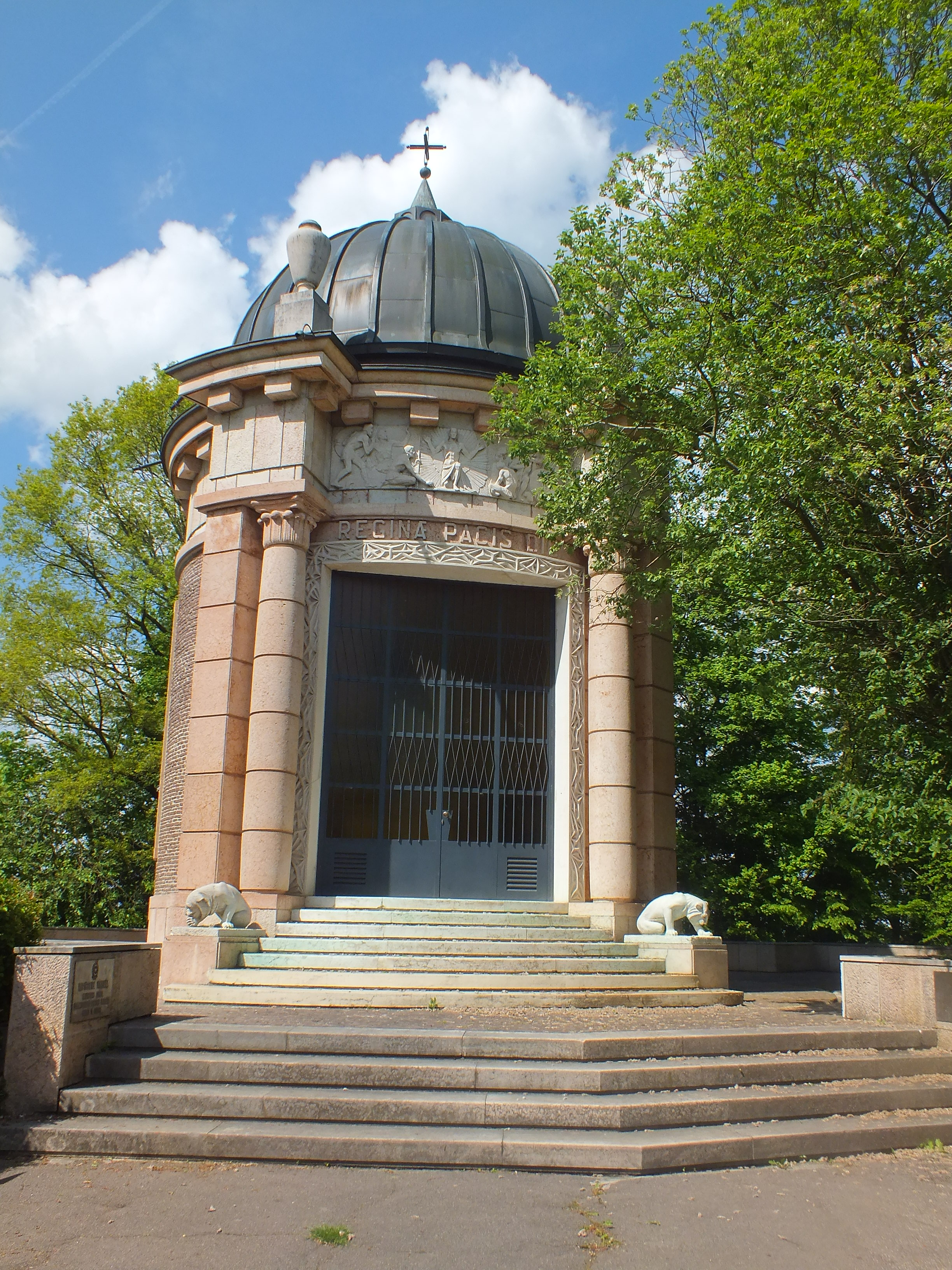
Italienische Gedächtniskapelle „Regina Pacis“ (Foto 2015)

### 1963 – Gedächtniskapelle „Regina Pacis“
Die Gedächtniskapelle „Regina Pacis“ wurde 1963 zum Gedenken an alle Italiener errichtet, die im KZ Dachau und seinen Außenlagern ums Leben gekommen waren. Allein im KZ Dachau waren fast 1700 Italiener ermordet worden. Der Bau erfolgte auf Initiative des „Vereins der Freiheitskämpfer Venetiens“. Auf einer Steintafel im Inneren der Kapelle steht in den Sprachen Italienisch, Deutsch, Englisch und Französisch geschrieben:

„Votivkirche. Vom italienischen Volk zum Andenken an seine Toten für die Freiheit aller Völker errichtet.“

Nach einer in der Kirche angebrachten Urkunde dient sie dem „Gedächtnis an die 38.000 italienischen politischen Deportierten, die für die Freiheit aller Völker gefallen sind […] Sie fanden nicht den Frieden einer Grabstätte, sie erhielten kein segnendes Kreuz; ihre sterbliche Hülle wurde in den Krematorien verbrannt und ihre Asche wurde in alle Winde verstreut“.

## Ab 2010

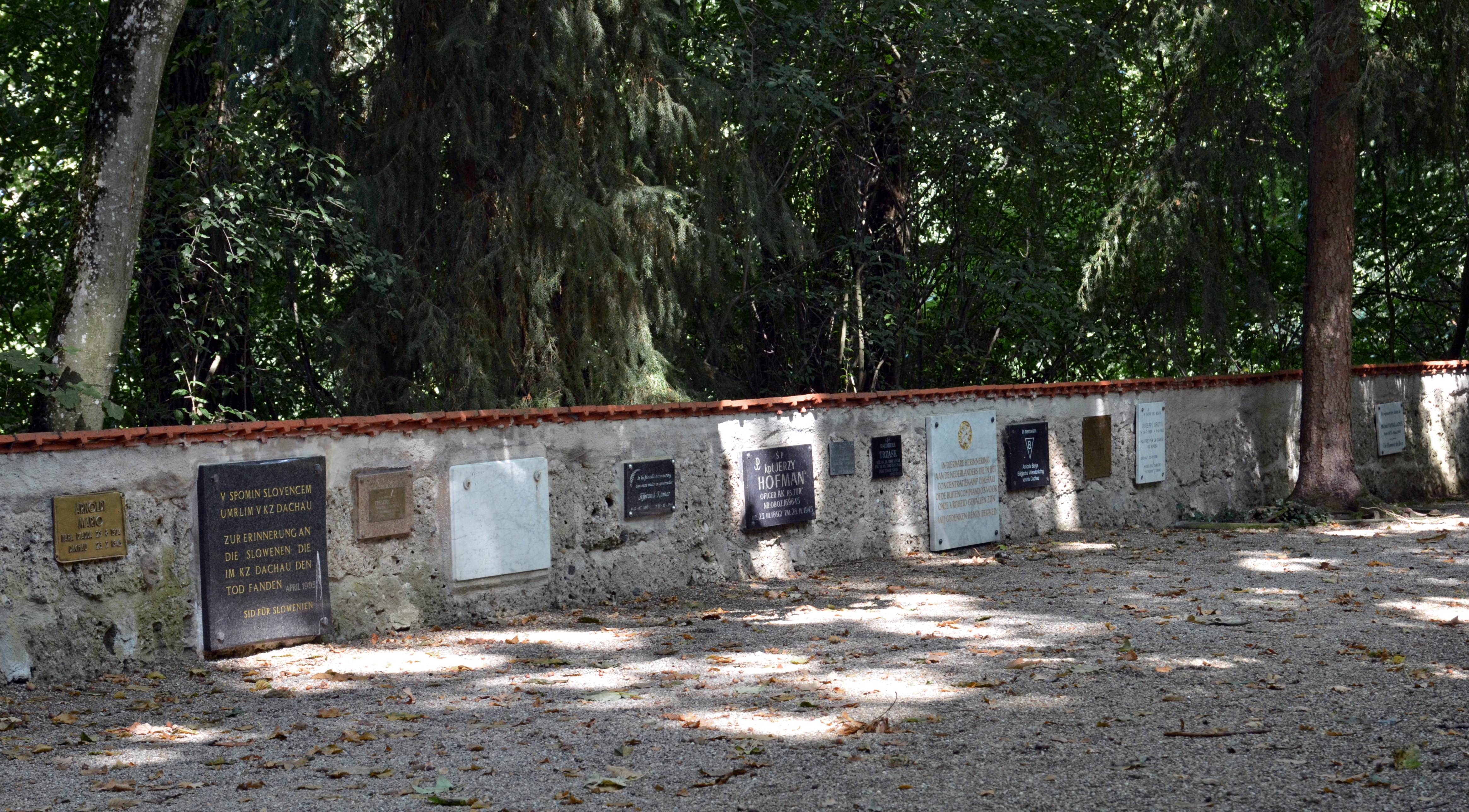
Nur für 18 Todesopfer gibt es Gedenktafeln mit Namen (2022)

2011 wurde die Gedächtniskapelle „Regina Pacis“ renoviert. Sie ist dennoch seit 2007 verschlossen, ebenso wie die Gedächtnishalle östlich des KZ-Friedhofs. Seit 2011 plant die KZ-Gedenkstätte Dachau die Aufstellung weiterer Informationstafeln zum historischen Geschehen und zur Gestaltung der Erinnerung seit 1945, bis 2022 konnte dies noch nicht umgesetzt werden. Schon 2018 war die Gedächtnishalle in dringend sanierungsbedürftigem Zustand. 2020 gab es Einigkeit zwischen den Politikern im Landkreis Dachau, dass der KZ-Friedhof Leitenberg vor dem Verfall bewahrt werden müsse, zuständig sei die Stiftung Bayerische Gedenkstätten und somit der Freistaat Bayern. Der Gedenkort verfalle, einer der beiden Zugangswege sei bereits seit 2010 gesperrt. Der Hang rutsche ab, dies sei seit den 1980er Jahren bekannt, es seien jedoch keine Maßnahmen eingeleitet worden. Das bayerische Kultusministerium teilte 2021 mit, eine Sanierung würde „unabsehbare Kosten“ verursachen. Kurz vor Weihnachten 2021 stürzten Erdmassen des Hanges auf den Radweg neben der Freisinger Straße ab.

## Film
- VideoHistoryToday: The KZ-Friedhof Dachau Leitenberg cemetery, Dachau, Germany. In: youtube.com. 15. August 2019 (englisch, Unkommentierter Rundgang, 7 Minuten).